# Punta de Campflorit
La Punta de Campflorit és una muntanya de 1.282 metres que es troba al municipi de la Sénia, a la comarca catalana del Montsià.